# Edward Feser
Edward C. Feser (/ˈfeɪzər/; 16 de abril de 1968) es un filósofo católico estadounidense. Es profesor asociado de Filosofía en la Universidad de Ciudad de Pasadena, en Pasadena, California. Ha sido profesor asistente en Universidad Loyola Marymount en Los Ángeles y un Becario en el Centro de Política y Filosofía Social en la Universidad Estatal Bowling Green en Bowling Green, Ohio.
Llamado por la National Review "uno de los mejores escritores contemporáneos sobre filosofía" Feser es el autor de On Nozick, Philosophy of Mind, Locke, The Last Superstition: A Refutation of the New Atheism, Aquinas, Scholastic Metaphysics: A Contemporary Introduction, Neo-Scholastic Essays, y Five Proofs of the Existence of God, el coautor de By Man Shall His Blood Be Shed: A Catholic Defense of Capital Punishment, y el editor de The Cambridge Companion to Hayek and Aristotle on Method and Metaphysics.  Es también el autor de gran cantidad de artículos académicos. Sus intereses académicos son sobre metafísica, teología natural, filosofía de mente, y filosofía moral y política.
Feser también escribe sobre política y cultura desde un punto de vista conservador; y sobre religión desde una perspectiva católica tradicional. Trabajos suyos han aparecido en publicaciones como The American, The American Conservative, Catholic World Report, City Journal, The Claremont Review of Books, Crisis, First Things, Liberty, National Review, New Oxford Review, Public Discourse, Reason, y TCS Daily. Es más conocido por sus escritos sobre filosofía, especialmente sus obras sobre el neo-escolasticismo, y The Last Superstition: A Refutation of the New Atheism.

## Educación
Feser tiene un doctorado en filosofía por la Universidad de California en Santa Bárbara, una licenciatura en religión por la Universidad de Claremont, y una  licenciatura en filosofía y estudios religiosos por la Universidad Estatal de California, Fullerton. Su tesis se titula "Russell, Hayek, y el Problema Mente-Cuerpo". También fue a la preparatoria Crespi High Scholl en California.

## Carrera
Feser es profesor asociado de filosofía en la Universidad de la Ciudad de Pasadena, y ha sido profesor asistente de filosofía en la Universidad Loyola Marymount y becario en el Centro de Política y Filosofía Social en la Universidad Estatal Bowling Green.
El libro de Feser The Last Superstition: A Refutation of the New Atheism desarrolla un argumento filosófico a favor de la cosmovisión clásica aristotélico-tomista contra las suposiciones materialistas y los prejuicios cientificistas de ateos contemporáneos como Richard Dawkins, de quien es particularmente crítico.
Feser Ha escrito artículos para publicaciones como: The American, The American Conservative, Catholic World Report, City Journal, The Claremont Review of Books, Crisis, First Things,  Liberty, National Review, New Oxford Review, Public Discourse, Witherspoon Institute,  Reason, y TCS Daily.
En 2021 se publicó la primera traducción de uno de sus libros al español, "Five Proofs for the Existence of God", bajo el nombre de "Cinco pruebas de la existencia de Dios", por la editorial barcelonesa Ediciones Cor Iesu.

## Vida personal
Feser vive con su mujer y sus seis hijos en Los Ángeles, California.